# Hưng Đạo, Hưng Nguyên
Hưng Đạo là một xã  thuộc huyện Hưng Nguyên, tỉnh Nghệ An, Việt Nam.

## Địa lý
Xã Hưng Đạo là xã đồng bằng chiêm trũng nằm về phía tây của huyện Hưng Nguyên, có vị trí địa lý:
- Phía đông giáp thị trấn Hưng Nguyên
- Phía tây và phía bắc giáp huyện Nam Đàn
- Phía Tây giáp huyện Nam Đàn
- Phía bắc giáp Hưng Tây
- Phía nam giáp xã Hưng Thông và huyện Nam Đàn.

## Hành chính
Xã Hưng Đạo sau khi thực hiện chủ trương sát nhập xã năm 2019 được chia thành 8 xóm bao gồm: Xóm 1, 2, 3, 4, 5, 6, 7, 8

## Giao thông
Trên địa bàn xã có 2 tuyến quốc lộ đi qua gồm Quốc lộ 46 chạy dọc qua trung tâm xã theo hướng Đông - Tây dài 2,5 km và Quốc lộ 1 tuyến tránh Thành phố Vinh cắt ngang theo hướng Nam – Bắc với chiều dài 3,2 km. Trên địa bàn xã có 2 ngọn núi (thuộc dãy Đại Hải) gồm Núi đá Thái Sơn hay còn gọi là Núi Mượu với cao điểm 108 và Núi Kẻ Thai đất đỏ ba zan; có ba con sông gồm một con sông chính và hai nhánh sông là sông Đào, sông Lam Trà và sông Hội Tĩnh cùng đồng thời chảy qua chia cắt các khu dân cư, đồng ruộng Hưng Đạo thành nhiều khu vực với những địa hình khác nhau.
Toàn xã có 1.059,07 ha diện tích đất tự nhiên, có 1.820 hộ và gần 8000 nhân khẩu được bố trí trên 14 đơn vị xóm, khối; có 1 HTX dịch vụ điện năng và 3 HTX nông nghiệp với diện tích đất sản xuất nông nghiệp là 520 ha, từ lâu Hưng đạo được coi là một trong 5 xã trọng điểm lúa của huyện Hưng Nguyên.